# Cenchrus ciliaris
Cenchrus ciliaris é uma espécie de planta com flor pertencente à família Poaceae. A autoridade científica da espécie é L., tendo sido publicada em Mantissa Plantarum 2: 302. 1771.

## Distribuição geográfica

### Portugal
Trata-se de uma espécie presente no território português, nomeadamente no Arquipélago da Madeira. Em termos de naturalidade é de espontaneidade incerta na região atrás referida.

### Brasil
Chamado no Brasil de capim-buffel, adapta-se bem nas regiões semiáridas do Nordeste, com precipitações de 350 mm a 700 mm anuais. Para formação de pastagens, são feitos o desmatamento, a destoca, a queima e o plantio a lanço, em sulcos ou em covas.
Em áreas de caatinga recém-desmatada, o preparo do solo e a semeadura do capim podem ser realizados antes ou após as primeiras chuvas.

## Protecção
Não se encontra protegida por legislação portuguesa ou da Comunidade Europeia.